# Анета Флорчик
Анета Флорчик (пол. Aneta Florczyk, нар. 26 лютого 1982, Мальборк, Польща) — польська спортсменка, чотириразовий переможець змагання Найсильніша жінка у світі.

## Життєпис
Розпочала свою силову кар'єру у віці 16 років зі змагань у паверліфтинґу. Вона кілька разів вигравала національний чемпіонат Польщі а у 2000 році виграла чемпіонат Європи. Також вона стала першою польською спортсменкою, яка подолала бар'єр у 500 кґ. Згодом припинила свої виступи за збірну (через певний час в судовому порядку було визначено що певні рішення були необґрунтовані і були скасовані). Розпочала змагання з важкої атлетики, ставши чемпіонкою Польщі серед юніорів та віце-чемпіоном серед дорослих.
З 2002 року муштрується з обладнанням, притаманним для стронґмену. Своє перше змагання виграла у 2003 році і стала першою представницею Польщі в когорті Найсильніших жінок у світі. Через рік, у 2004-у перемогла у змаганні за звання Найсильнішої жінки Європи, яке проходило в Ірландії.
Загалом змагання серед Найсильніших жінок у світі вигравала чотири рази, що робить її поки що єдиною спортсменкою, яка досягла подібних скутків.

## Показники
- Присідання - 207,5 кґ
- Вивага лежачи - 100 кґ
- Мертве зведення - 213 кґ